# بزيزا

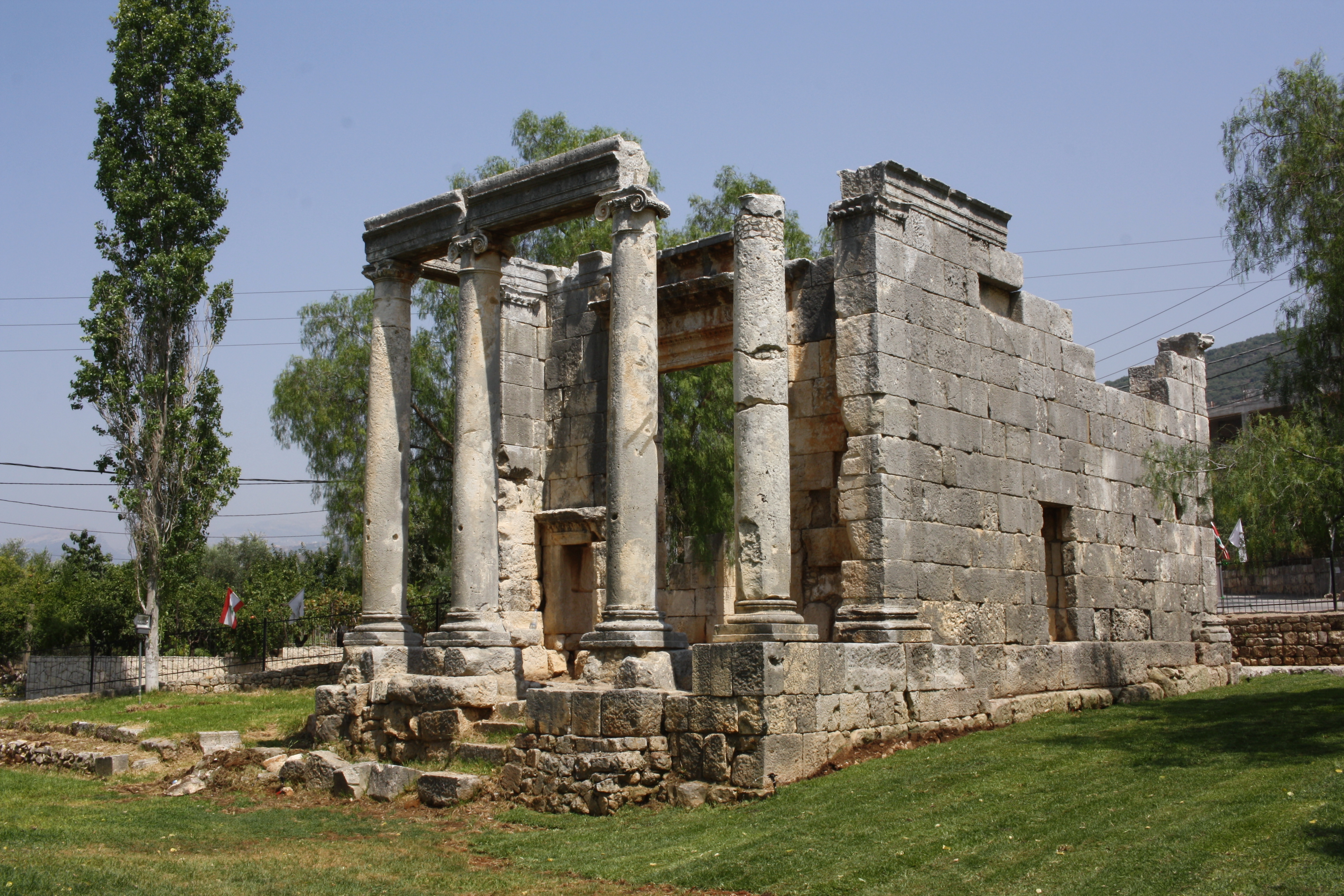
أحد المعابد في قرية بزيزا في لبنان

بزيزا هي قرية لبنانية من قرى قضاء الكورة في محافظة الشمال.